# Campionato asiatico maschile di pallacanestro 1973
Il 7º Campionato Asiatico Maschile di Pallacanestro FIBA si è svolto dal 1º al 14 dicembre 1973 a Manila nelle Filippine. Il torneo è stato vinto dalla nazionale di casa.
I Campionati asiatici maschili di pallacanestro sono una manifestazione biennale tra le squadre nazionali del continente, organizzata dalla FIBA Asia.

## Squadre partecipanti
| Gruppo A                                                        | Gruppo B                                                              |
| --------------------------------------------------------------- | --------------------------------------------------------------------- |
| - Filippine - India - Indonesia - Pakistan - Singapore - Taiwan | - Corea del Sud - Giappone - Hong Kong - Iran - Malaysia - Thailandia |

## Classifica finale
| Pos | Squadra       | V-P |
| --- | ------------- | --- |
| 1   | Filippine     |     |
| 2   | Corea del Sud |     |
| 3   | Taiwan        |     |
| 4   | Giappone      |     |
| 5   | Iran          |     |
| 6   | India         |     |
| 7   | Thailandia    |     |
| 8   | Indonesia     |     |
| 9   | Malaysia      |     |
| 10  | Singapore     |     |
| 11  | Hong Kong     |     |
| 12  | Pakistan      |     |